# Pseudoclappia
Pseudoclappia es un género de plantas fanerógamas perteneciente a la familia de las asteráceas. Tiene 2 especies descritas y aceptadas.

## Taxonomía
El género fue descrito por Per Axel Rydberg y publicado en Journal of the Washington Academy of Sciences 13(13): 288–289. 1923.	La especie tipo es: Pseudoclappia arenaria Rydb.

## Especies aceptadas
A continuación se brinda un listado de las especies del género Pseudoclappia aceptadas hasta julio de 2012, ordenadas alfabéticamente. Para cada una se indica el nombre binomial seguido del autor, abreviado según las convenciones y usos.
- Pseudoclappia arenaria Rydb.
- Pseudoclappia watsonii A.M.Powell & B.L.Turner